# سنت عليا
سنت عليا هي قرية في مقاطعة خوي، إيران. عدد سكان هذه القرية هو 50 في سنة 2006.